# Peter Czernin
Pour les articles homonymes, voir Czernin.
Le comte Peter John Joseph Czernin von und zu Chudenitz, connu comme Peter "Pete" Czernin, né en 1966, est un producteur de films britannique.

## Biographie
Peter Czernin appartient à la famille noble Czernin von und zu Chudenitz et est né de Hazel, baronne de Walden, ce qui en fait également un membre de la famille Howard de Walden.
Czernin fréquente l'Eton College, où il partage une chambre avec David Cameron. Le premier film produit par Czernin est Piccadilly Jim de John McKay (en) en 2005. En 2008, il produit le film Bons Baisers de Bruges de Martin McDonagh, pour lequel Czernin est nommé pour un prix Alexander Korda aux British Academy Film Awards 2009. Cela est suivi par la production de John Madden Indian Palace (2011), pour laquelle il est de nouveau nommé pour un prix Alexander Korda aux British Academy Film Awards, et, l'année suivante, Sept Psychopathes, sur lequel il travaille de nouveau avec Martin McDonagh et pour lequel il est nommé dans la même catégorie. En 2014, Czernin produit The Riot Club et en 2015 Indian Palace : Suite royale.
En 2017, Three Billboards : Les Panneaux de la vengeance est présenté en première au Festival du film de Venise, où le film est projeté dans la compétition principale et remporte le Lion d'or. McDonagh a de nouveau réalisé ce film.
En 2018, il est nommé à l'Académie des arts et des sciences du cinéma, qui décerne chaque année les Oscars.
Le 17 septembre 1994, à Cambridge, il épouse Lucinda Suzanne Wright (née en 1965). Ils ont une fille et un fils.

## Filmographie partielle

### Au cinéma
- 2001 : American Campers
- 2004 : Gladiatress
- 2005 : Piccadilly Jim
- 2007 : Wind Chill (Wind Chill)
- 2008 : Bons Baisers de Bruges (In Bruges)
- 2011 : Indian Palace (The Best Exotic Marigold Hotel)
- 2012 : Now Is Good
- 2012 : Sept Psychopathes (Seven Psychopaths)
- 2014 : The Riot Club
- 2015 : Suite royale
- 2017 : Les Panneaux de la vengeance
- 2018 : Le Jour de mon retour (The Mercy)
- 2018 : Le Cercle littéraire de Guernesey
- 2020 : Emma.
- 2021 : La Dernière Lettre de son amant
- 2021 : Un garçon nommé Noël
- 2022 : L'Amant de lady Chatterley (Lady Chatterley’s Lover)
- 2022 : Les Banshees d'Inisherin

### À la télévision
- 2015 : The Outcast (mini-série TV)
- 2018 : A Very English Scandal (téléfilm)

## Récompenses et distinctions
- Prix du film de l'Académie britannique
  - 2009 : nommé pour le meilleur film britannique (Bons Baisers de Bruges)
  - 2013 : nommé pour le meilleur film britannique (Sept Psychopathes)
  - 2013 : nommé pour le meilleur film britannique (Indian Palace)
- Oscars
  - 2018 : Nomination du meilleur film (Les Panneaux de la vengeance)
  - 2023 : Nomination du meilleur film (Les Banshees d'Inisherin)
- Prix de la Guilde des producteurs d'Amérique
  - 2018 : Nommé pour le meilleur film (Three Billboards : Les Panneaux de la vengeance)
- (en) Peter Czernin: Awards, sur l'Internet Movie Database